# Help Conquer Cancer
Help Conquer Cancer est un projet de la plate-forme BOINC lancée à l'initiative conjointe de l'Ontario Cancer Institute et de l'Hauptman-Woodward Medical Research Institute (en). La phase de calculs a pris fin en mai 2013.

## Objectifs
Le but du projet est d'améliorer l'efficacité de la diffractométrie de rayons X pour l'étude des protéines. Le projet permet aux chercheurs de déterminer la structure de protéines ayant un lien dans le déclenchement des cancers. L'étude doit mener à l'amélioration de la compréhension du rôle de ces protéines, et à l'accélération de la mise en place de traitements pharmaceutiques.  